# Dossale di san Pietro
Il Dossale di San Pietro è un dipinto a tempera e oro su tavola (100x141 cm) attribuito a Guido di Graziano, databile al 1280-1290 circa e conservato nella Pinacoteca nazionale di Siena. Proviene dalla distrutta chiesa di San Pietro in Banchi a Siena.

## Storia
Inizialmente la tavola venne attribuita all'area di influenza di Guido da Siena e spesso attribuita a Guido da Siena stesso. Più tardi molti critici rilevarono le forti influenze cimabuesche che contraddistinguevano l'autore di questo dossale dal collega senese. In epoca recente è stato definito un ignoto Maestro del dossale di san Pietro, per creare un artista del tutto autonomo e distinto dagli altri artisti noti del tempo. Luciano Bellosi, nel 1991, ha definitivamente attribuito l'opera a Guido di Graziano, sulla base di somiglianze con la tavoletta di Biccherna raffigurante Don Guido monaco di San Galgano dipinta dall'artista nel primo semestre del 1280, come attestato dai documenti.

## Descrizione e stile
La tavola consta di tre scomparti. Al centro si trova la figura di San Pietro in trono recante un rotolo e le chiavi e sottolineata dall'iscrizione S. Petrus. Ai lati di un arco trilobato si trovano due angeli a mezzobusto. Nei due scomparti laterali si trovano sei scene ed esattamente:
- Annunciazione
- Natività
- Chiamata di san Pietro
- Liberazione di san Pietro dal carcere
- Caduta di Simon Mago
- Martirio e morte di san Pietro

La tavola rivela da una parte l'influenza della scuola senese di fine Duecento, in particolare di Guido da Siena, ma anche l'influenza di Cimabue, il celebre pittore fiorentino cui anche il contemporaneo e più celebre Duccio di Buoninsegna si ispirava in quegli anni.